# 오이타이역
오이타이역(일본어: 大板井駅)은 일본 후쿠오카현 오고리시에 위치한 아마기 철도 아마기 선의 역이다.
이 주변의 지명은 "おいたい"(단음)이지만, 역명은 "おおいたい"(장음)이다.

## 역사
- 1987년 11월 1일: 영업 개시.
- 2003년 12월 7일: 고가화.
- 2006년
  - 7월 4일: 홍수로 인한 다카라만 강의 교량 파손으로 당역 ~ 마쓰자키 역 구간이 불통이 되었고, 불통 구간은 버스의 대체 수송 실시.
  - 12월 20일: 교량 복구에 의한 당역 ~ 마쓰자키 역간 운행 재개.

## 역 구조
단선 승강장 1면 1선의 고가역이다. 과거에는 지상역이었지만, 현도 개통에 따라 고가화되었다. 화장실과 음료 자판기가 고가 밑에 설치되어 있다.

## 역 주변
오고리 시의 중심 시가지의 동쪽 끝에 있어서 일대에 문화 회관 체육관 등 공공 시설이 많다.
- 오고리 시 문화 회관
- 다나바타 회관
- 다나바타 신사
- 오고리 시 도서관
- 오고리 시 평생 학습 센터
- 오고리 시립 체육관
- 오고리 경찰서
- 오고리 우체국
- 오고리 시청 - 본 역에서 도보권임에도 인근 오고리 역과 가깝다.
- 오이타 자동차도
- 국도 제500호선
- 이온 오고리 쇼핑 센터 - 아마기 철도로에서는 가장 가까운 역

## 사진

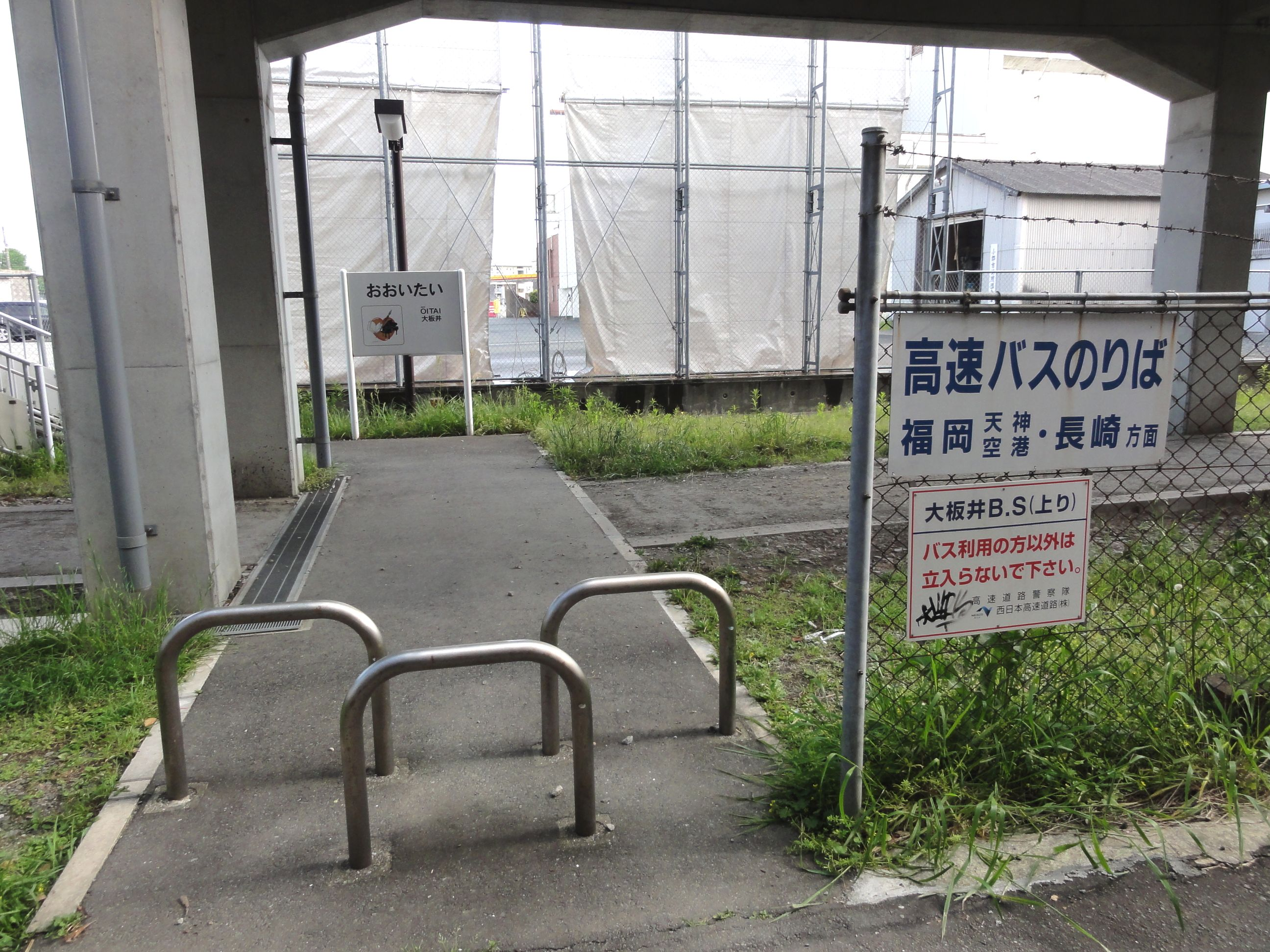
역과 오이타이 버스 정류장의 연결 통로

## 인접역
| 아마기 철도 ■ 아마기 선 | 아마기 철도 ■ 아마기 선 | 아마기 철도 ■ 아마기 선 |
| ----------------------- | ----------------------- | ----------------------- |
| 오고리 기야마 방면      |                         | 마쓰자키 아마기 방면    |